# Gaya mutisiana
Gaya mutisiana är en malvaväxtart som beskrevs av A. Krapovickas. Gaya mutisiana ingår i släktet Gaya och familjen malvaväxter. Inga underarter finns listade i Catalogue of Life.